# بليك مارشال
بليك مارشال هو لاعب كرة القدم الكندية كندي، ولد في 17 مايو 1965 في جيلف في كندا.